# Сидоров (село)
Сидоров (укр. Сидорів) — село в Гусятинской поселковой общине Чортковского района Тернопольской области Украины.
До 2020 года входило в Гусятинский район.
Код КОАТУУ — 6121687001. Население по переписи 2001 года составляло 1125 человек.

## Географическое положение
Село Сидоров находится на правом берегу реки Суходол в месте впадения в неё реки Слободка, через 1 км река Суходол впадает в реку Збруч,
выше по течению на расстоянии в 2 км расположено село Суходол.

## История
- 1380 год — дата основания.

## Объекты социальной сферы
- Школа I—II ст.
- Клуб.
- Фельдшерско-акушерский пункт.

## Достопримечательности
- Сидоровский замок.
- Братская могила советских воинов.